# Царьград ТВ
«Царьгра́д ТВ» — российский информационный интернет-телеканал, основанный в 2015 году российским бизнесменом Константином Малофеевым. Выступает с ультраправых и националистических, консервативных и монархических позиций, при этом сам канал позиционирует себя как «первый русский консервативный информационно-аналитический телеканал».
Канал тесно сотрудничает с российскими общественными, культурными и религиозными организациями, в частности с Русской православной церковью. Главная телестудия находится в здании Центрального телеграфа в Москве.

## История
Телеканал был зарегистрирован в Роскомнадзоре 18 сентября 2014 года. Телеканал получил название Царьград в виде отсылки к старославянскому названию Константинополя.
12 апреля 2015 была выдана лицензия на телевизионное вещание телеканала, линейное вещание планировалось запустить летом 2015 года. Редакционным коллективом было принято решение о выходе в эфир 21 ноября 2015 года, в день празднования Собору Архистратига Михаила (Небесного покровителя телеканала), поэтому официальным днём рождения «Царьграда» считается 21 ноября.
Полноценное вещание началось в январе 2016 года и было приурочено к православному празднику Крещения Господня.
Ещё один резонансный повод «Царьград» подал, разместив на своей странице в Фейсбуке видео, в котором предлагал оплатить билет в один конец для любого гомосексуала, пожелавшего эмигрировать из России.
В конце августа 2017 года издание URA.ru заявило о возможном закрытии телеканала, ибо он «не смог найти нишу в сегменте провластных медиа», и об отсутствии интереса к нему со стороны Вячеслава Володина и Владислава Суркова. Малофеев отверг эту информацию, однако уже на 1 декабря 2017 года было запланировано прекращение телевизионного вещания Царьград ТВ, до этого имевшего охват в 20 млн человек благодаря присутствию в пакетах нескольких кабельных операторов. Было объявлено о решении сосредоточиться на интернет-аудитории (согласно пресс-службе телеканала, с августа 2016 года по октябрь 2017 года сайт посетило 13 млн человек, средний возраст составил 35 лет). Телеканал входил в медиагруппу Царьград, к которой также относились более десятка интернет сайтов (такие как «ОколоКремля», «Сегодня», «Чечня.ру»).
К маю 2019 года «Царьград ТВ» входил в пятёрку наиболее посещаемых сайтов телеканалов по данным «Яндекс. Радара», назвавшем размер аудитории в 7 млн человек, а число просмотров материалов на сайте — до 10 млн в месяц. В пресс-службе «Царьграда» оценивали свою аудиторию в 11 млн уникальных посетителей на сайте канала и 10 млн просмотров контента в соцсетях в месяц.

### Суд с Google
28 июля 2020 года видеосервис YouTube, принадлежащий компании Google, заблокировал аккаунт «Царьграда» без возможности восстановления в связи с нарушением закона о санкциях. Главный редактор «Царьграда» заявила, что администрация YouTube не объясняла причины блокировки и не выходила на связь, поэтому телеканал собирался подать в суд на сервис, однако Google в тот же день сообщили РБК причину блокировки и заявили, что на YouTube заблокировали канал не только «Царьграда», но и принадлежащего Малофееву общества «Двуглавый орел».
В апреле 2021 года Арбитражный суд Москвы потребовал от Google под угрозой штрафов восстановить телеканал в YouTube, таким образом впервые применив норму закона о приоритете российского права над международным на территории страны против попавших под санкции россиян. В случае отказа, начиная с 25 мая, юридические лица ООО «Гугл», Google LLC и Google Ireland Limited должны были выплачивать «Царьграду» неустойку в размере 100 тысяч рублей за каждый день просрочки. Сумма должна была увеличиваться в два раза каждую неделю, и в последнюю неделю седьмого месяца составить 94 трлн рублей — это почти равняется капитализации материнской компании Google Alphabet. В августе после безуспешной попытки урегулировать спор в апелляционном суде Google пригрозил не удалять из поисковой выдачи запрещённый в России контент в случае удовлетворения иска телеканала. В декабре 2021 суд апелляционной инстанции изменил решение, ограничив верхний предел неустойки одним миллиардом рублей.
1 апреля 2022 года телеканал заявил о получении 1 млрд руб. от компании Google за блокировку профиля на YouTube (деньги на счетах компании арестовали судебные приставы, а затем изъяли в пользу телеканала). «Царьград» заявлял о передаче средств на поддержку вторжения на Украину.
В 2024 году после российского ракетного обстрела детской больницы в Киеве обозреватель «Царьграда» опубликовал статью, в которой призвал признать намеренность удара.
В январе 2025 г. высокий суд Англии и Уэльса запретил российским телеканалам RT, Спас и Царьград ТВ судиться с Google в любых юрисдикциях мира, кроме США и Великобритании. После того, как Google в рамках санкций, наложенных на Россию после её вторжения в Украину, принял решение о блокировке их аккаунтов, они обращались в российские суды, которые наложили на Google штрафы. Сумма штрафов к концу октября 2024 года достигла двух ундециллионов рублей (ундециллион — это единица с 36 нулями), сумма в триллионы раз превышает совокупный ВВП всех стран мира вместе взятых. Штрафы удваиваются каждую неделю, пока Google не выплатит их. Ранее требования RT, «Спаса» и «Царьграда» рассматривались судами в Турции, Испании, ЮАР, Сербии, Алжире, Египте и других странах. Судья, вынесший решения, назвал требования российских телеканалов «скоординированной стратегией иностранного давления», длящейся с конца 2023 года.

## Руководство и сотрудники канала

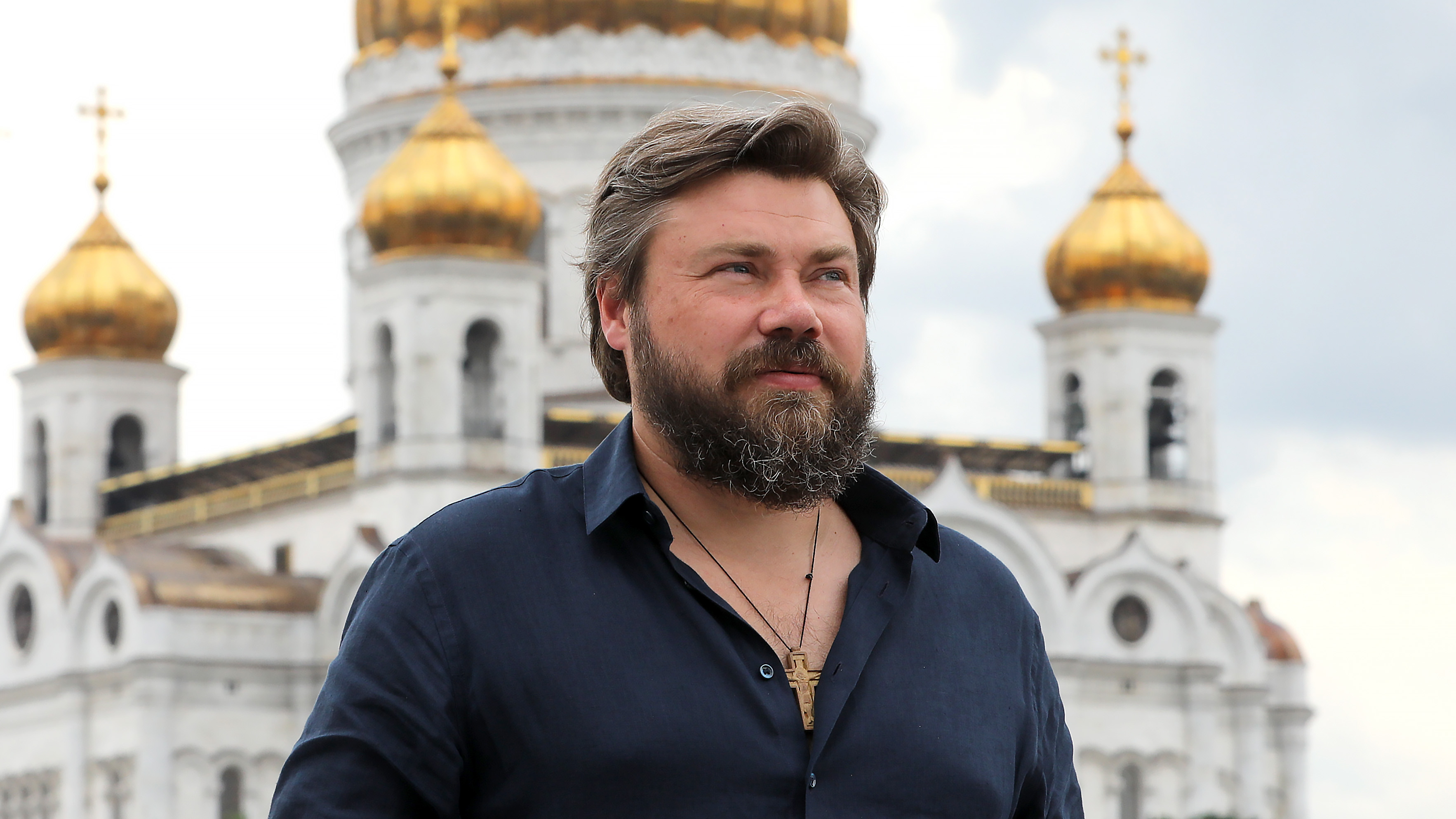
Константин Малофеев

Основателем и идейным вдохновителем канала является российский бизнесмен Константин Малофеев.
Продюсером телеканала с осени 2014 года по лето 2015 года был американец Джек Хэник (в прошлом режиссёр телеканала «Fox News»), впоследствии Хэник занимал должность советника генерального продюсера. До этого в июне 2013 года Хэник участвовал в круглом столе (организованном Фондом святителя Василия Великого при поддержке Комитета Госдумы по вопросам семьи, женщин и детей и Межфракционной депутатской группы в защиту христианских ценностей), где, по его словам, провёл «презентацию об изменениях, происшедших в американских СМИ, и о том, как они повлияли на проблему гомосексуальных браков», поддержал закон о запрете пропаганды гомосексуализма среди несовершеннолетних и познакомился с Константином Малофеевым. Сам Хэник заявлял о своём невмешательстве в редакционную политику канала и своей задачей называл графическое оформление, однако в 2022 году он был арестован в Великобритании за то, что в 2013—2017 годах помогал Малофееву запускать телеканалы в России, Болгарии и Греции, а также спонсировал пророссийских сепаратистов на Украине.
К осени 2015 года на телеканале работало более ста человек. Новостную службу возглавлял журналист Андрей Норкин, собственные проекты вели генеральный продюсер радиостанции «Коммерсантъ FM» Анатолий Кузичев и писатель Захар Прилепин, экономист Юрий Пронько и философ Александр Дугин.
С апреля 2016 года генеральным директором канала является общественный деятель и журналист Елена Шаройкина.
С марта 2017 года ушедшего с поста главреда Александра Дугина также заменила Елена Шаройкина, а заместителем главного редактора стал историк и политолог Михаил Смолин.
С января 2017 года председателем наблюдательного совета канала стал генерал-лейтенант Службы внешней разведки в отставке и бывший глава РИСИ Леонид Решетников.
В районе 2018 года в программах Дугина в роли эксперта часто выступал американский конспиролог Алекс Джонс.
С января 2020 года генеральным директором канала является Дмитрий Скуратов (сын бывшего генерального прокурора России Юрия Скуратова).
Духовником является Владимир Вигилянский.

## Критика
По словам основателя, Константина Малофеева, идеология «Царьграда» основана «на традиционных и христианских ценностях» аналогично американскому «Фокс Ньюс» — чтобы перенять их опыт, в редакцию был приглашён бывший режиссёр новостной службы «Фокс Ньюс» Джек Хэник (в 2016 году он вместе с семьёй принял православие). Однако, по мнению медиааналитика Василия Гатова, сходство «Царьграда» и Fox News преувеличено: «Даже очень правые с точки зрения политических взглядов американские медиа, такие как Fox News, очень жёстко разделяют opinion и news. То есть если вы посмотрите Fox News в режиме телевидения, а не в режиме нарезок из программы Такера Карлсона, вы обнаружите, что в новостях всего этого безумия нет». По его мнению, «Царьград» представляют собой то, что с аналитической точки зрения называют hyper partisan media — предельно однобокий информационный пузырь.
Являясь религиозным каналом, транслирующим позицию Русской православной церкви на территорию России и зарубежье, канал оправдывет практикуемое в религиозных общинах насилие над несовершеннолетними и активно продвигает идею вмешательства России в вооружённые конфликты; в частности в войне на востоке Украины информационно и финансово канал поддерживал самопровозглашённые ДНР и ЛНР, а позднее активно поддержал и вторжение на Украину; также канал поддерживал и действия «ЧВК Вагнера» в Мали. По мнению корреспондента Financial Times Кортни Уивер, «Царьград» придерживается антизападных взглядов. Того же мнения придерживается и редакция сайта Lenta.ru: по их мнению, хоть сайт и позиционируется как «консервативный информационно-аналитический», в действительности передачи чаще всего посвящены острой критике Запада и осуждению «русофобии».
Канал информационно поддерживает радикальное религиозное движение «Сорок Сороков»; известно, что основатель этого движения Андрей Кормухин состоит в созданном Малофеевым движении «Двуглавый орёл», ставящем своей целью возрождение «православной монархии».

Директор Института политической социологии Вячеслав Смирнов называет телеканал очень «нишевым»: 
Трудно определить, где он дополняет аудиторию «России» или «Первого». А если накладывается на общую с ними аудиторию, то какова его доля. Но можно с уверенностью сказать, что время эфирного телевидения заканчивается. Оно становится нерентабельно. Всё стало измеряться просмотрами и охватом аудитории. И всё имеет цену. Поэтому и идут сокращения и отказы от спонсорских обязательств.
По мнению политолога Ильи Гращенкова, «Царьград ТВ» представляет собой крыло российских ультраправых:
Они помышляли о некотором реваншизме в отношении лево-либеральных идей, которые до 2014 года лежали в основе российских международных отношений. С началом Крымской весны и последовавшей за ней изоляции России в мировом сообществе идеологи правых решили, что с помощью своего медиа можно донести до народа этот спектр идей, связанных с идеологией «осаждённой крепости», преемственности по отношению к византийским традициям и даже возрождением монархии.
Корреспондент Guardian Шон Уокер охарактеризовал Царьград как «националистический телеканал, близкий к РПЦ».
Политологи Иван Александрович и Иван Иванович Чихаревы также считают, что телеканал проявляет очевидную симпатию к движению альтернативных правых в США.
Неоднократно критиковалось низкое качество редакционной политики; в частности, редактура канала пропустила в эфир новости о планах Великобритании захватить Кавказ, о чипах с QR-кодами о вакцинации и об ажиотажной скупке календарей с Путиным. Во время пандемии коронавируса канал стал одной из крупнейших площадок продвижения антипрививочного движения.

### Контент, нарушающий авторское право
В мае 2024 года на сайте телеканала обнаружили ссылку на онлайн-кинотеатр с зарубежными фильмами, которые были там размещены с нарушением авторских прав — в том числе с теми, которые официально не выходили в российский прокат из-за войны на Украине. При переходе в раздел «фильмы» пользователь попадает на сайт с доменным именем 1rus.ru, который называется «Трофейные фильмы». Некоторые фильмы на сайте собраны в «коллекции» на основе каких-то схожих признаков, одна из коллекций называется «Выбор Александра Дугина». Судя по встроенному на сайт счетчику Liveinternet, за последний месяц его посетили более ста тысяч пользователей.

## Санкции
20 апреля 2022 года, на фоне вторжения России на Украину, Царьград внесён в санкционный список США так как «„Царьград“ распространяет прокремлевскую пропаганду и дезинформацию, которую амплифицирует правительство России».
4 мая 2022 года Царьград попал под санкции Великобритании. 19 октября 2022 года внесён в санкционный список Украины.
3 февраля 2023 года телеканал Царьград внесён в санкционный список Канады как «причастный к распространению российской дезинформации и пропаганды».
18 декабря 2023 года Царьград попал под санкции стран Евросоюза:

Царьград — российское пропагандистское СМИ. Оно основано Константином Малофеевым, который поддержал незаконную аннексию Крыма и Севастополя Россией. Царьград распространяет прокремлёвскую пропаганду и дезинформацию об агрессивной войне России против Украины. Кроме того, оно пропагандирует националистические взгляды о мнимой русской принадлежности незаконно оккупированных территорий Украины и оправдывает незаконный вывоз украинских детей в Россию и их последующее усыновления российскими семьями. Телеканал Царьград получает финансовые гранты от правительства России на свою пропагандистскую деятельность— «Официальный журнал Европейского союза», Брюссель, 18 декабря 2023 года

### Блокировки
В августе 2023 года сайт Царьграда был заблокирован на территории Казахстана за 4 публикации, в том числе за публикацию «Казахские националисты терроризируют русских женщин накануне Дня Победы», — освещавших деятельность «казахстанских националистов» и так называемых языковых патрулей, в которых власти Казахстана усмотрели пропаганду экстремизма.
В октябре 2023 года новостное агентство «Bloomberg» обнаружило, что несмотря на антивоенную политику Google, её персонализированная лента рекомендаций Discover предлагала пользователям статьи российских пропагандистских изданий — в частности, «Царьграда» и «Комсомольской правды». В ноябре сервис отключил эти два СМИ, из-за чего число переходов с сервиса Discover на сайты «Комсомольской правды» и «Царьграда» упали с 15 млн. и 2,2 млн миллионов на неделе с 30 октября по 5 ноября до 72 и 13,7 тыс. на неделе с 13 по 19 ноября. Аудитория, потерянная «Царьградом» и «Комсомольской правдой», перешла к российским региональным изданиям: мурманскому «Хибины. Ру», новороссийской «Нашей газете», череповецкому изданию GorodChe.ru и другим. Ограничения в ленте рекомендаций привели к падению «Комсомольской правды» с первого на пятое место в категории «Новости и СМИ» в рейтинге LiveInternet, в то время как «Царьград» сохранил четвёртое место за счёт увеличение числа переходов с «Дзена».
В мае 2025 года сайт телеканала «Царьград» был заблокирован на территории Азербайджана.